# امیر ابارشی
امیر اَبارِشی بازیکن اسبق باشگاه استقلال تهران (تاج تهران) متولد سال۱۳۱۶
سابقه بازی با پیراهن باشگاه فوتبال تهران جوان، باشگاه فوتبال شعاع تهران، باشگاه فوتبال تاج تهران(۱۳۴۱ تا ۱۳۴۶) و پس از آن به باشگاه فوتبال برق تهران رفت،
در دوران فوتبالی خود با بزرگان تاریخ فوتبال ایران از جمله حشمت اله مهاجرانی، پرویز قلیچ خانی، همایون بهزادی، پرویز ابوطالب، حسن حبیبی، ناصر ابراهیمی، اصغر شرفی و … هم تیمی بوده است.